# フアン・フェルナンデス・ロベ
フアン・マルティン・フェルナンデス・ロベ（Juan Martín Fernández Lobbe、1981年11月19日 - ）は、アルゼンチンの元ラグビー選手。

## プロフィール
- アルゼンチン、ブエノスアイレス出身。
- ポジションはフランカー(FL)、ナンバーエイト(No.8)。
- 身長 193cm、体重 108kg
- アルゼンチン代表通算キャップ数は71。
- ラグビーワールドカップ2007・ラグビーワールドカップ2011・ラグビーワールドカップ2015のアルゼンチン代表に選ばれた[1]。
- バーバリアンズに選ばれたことがある[2]。
- 7人制アルゼンチン代表に選ばれたことがある。

## 略歴
セール・シャークスを経て、2009年、RCトゥーロンに加入。 
2018年、現役を引退した。